# River Road (North Carolina)
River Road is een plaats (census-designated place) in de Amerikaanse staat North Carolina, en valt bestuurlijk gezien onder Beaufort County.

## Demografie
Bij de volkstelling in 2000 werd het aantal inwoners vastgesteld op 4094.

## Geografie
Volgens het United States Census Bureau beslaat de plaats een oppervlakte van
24,7 km², waarvan 18,3 km² land en 6,4 km² water.

## Plaatsen in de nabije omgeving
De onderstaande figuur toont nabijgelegen plaatsen in een straal van 20 km rond River Road.